# Góry Mokre (gmina)
Góry Mokre – dawna gmina wiejska istniejąca do 1954 roku w woj. kieleckim, łódzkim i ponownie kieleckim. Siedzibą władz gminy były Góry Mokre. 
W okresie międzywojennym gmina Góry Mokre należała do powiatu koneckiego w woj. kieleckim. 1 kwietnia 1939 roku gminę wraz z główną częścią powiatu koneckiego przeniesiono do woj. łódzkiego. Po wojnie gmina przez krótki czas zachowała przynależność administracyjną, lecz już 6 lipca 1950 roku została wraz z całym powiatem przyłączona z powrotem do woj. kieleckiego.
Według stanu z dnia 1 lipca 1952 roku gmina składała się z 12 gromad: Borowa, Góry Mokre, Góry Suche, Józefów, Kajetanów, Kaleń, Mojżeszów, Piskorzeniec, Stara Wieś, Wojciechów, Zagacie i Żeleźnica.
Jednostka została zniesiona 29 września 1954 roku wraz z reformą wprowadzającą gromady w miejsce gmin. Po reaktywowaniu gmin z dniem 1 stycznia 1973 roku gminy Góry Mokre nie przywrócono, a jej dawny obszar wszedł w skład gminy Przedbórz w tymże powiecie i województwie (obecnie w powiecie radomszczańskim w woj. łódzkim). Obszar dawnej gminy Góry Mokre jest widoczny na współczesnej mapie administracyjnej, stanowiąc wyraźną protruzję woj. łódzkiego wewnątrz woj. świętokrzyskiego (na południowy wschód od Przedborza).